# Fokföldi szirtiborz
A fokföldi szirtiborz (Procavia capensis) az emlősök (Mammalia) osztályának szirtiborz-alakúak (Hyracoidea) rendjébe, ezen belül a szirtiborzfélék (Procaviidae) családjába tartozó faj.

## Előfordulása
Kelet-Afrikában mindenhol Eritreától a dél-afrikai Transvaalig, valamint Angola nyugati és déli részén megtalálható.

## Alfajai
- Procavia capensis bamendae
- Procavia capensis capensis
- Procavia capensis capillosa
- Procavia capensis erlangeri
- Procavia capensis habessinicus
- Procavia capensis jacksoni
- Procavia capensis jayakari
- Procavia capensis johnstoni
- Procavia capensis kerstingi
- Procavia capensis mackinderi
- Procavia capensis matschiei
- Procavia capensis pallida
- Procavia capensis ruficeps
- Procavia capensis scioanus
- Procavia capensis sharica
- Procavia capensis syriacus
- Procavia capensis welwitschii

## Megjelenése
A fokföldi szirtiborz hossza 45-55 centiméter, magassága 15-25 centiméter és testtömege 2-5 kilogramm. Szőre színe sárgás vagy világosbarna. A hátán csupasz rész található; ez a hátmirigy, amelyet világos szőrkoszorú vesz körül. Ennek funkcióját pontosan nem ismerjük. Amikor az állat fél vagy izgatott, a mirigy körül feláll a szőre. Mellső és hátsó lába-amelyeken négy, illetve három, pata alakú köröm található-, valamint gumiszerű talppárnái, amelyek ragacsos folyadékot választanak ki, szilárd tapadást biztosítanak az állatnak a sziklák között. Metszőfogait csak védekezésre használja, velük mély sebeket tud ütni. Az állatnak éles, különleges formájú szeme van; a szivárványhártya a pupilla fölé ível úgy, hogy védi a felülről érkező közvetlen fénytől; ezáltal az állat bele tud nézni a napba, amikor a ragadozó madarakat kémleli.

## Életmódja
Családi kötelékben él, nappal aktív, rövid portyázásokat tesz táplálékszerzés céljából és gyakran napozik a sziklákon. Tápláléka leginkább levelek, de füvek is lehetnek. Legfeljebb 14 évet él.

## Szaporodása
Az állat 16-17 hónapos korában válik ivaréretté. A párzási időszak február–március között van. A vemhesség 7-8 hónapot tart, ennek végén a nőstény 1-3 utódot hoz a világra. Az elválasztás körülbelül 6 hónap után következik be és 16 hónaposan elhagyják a családot.

## Képek

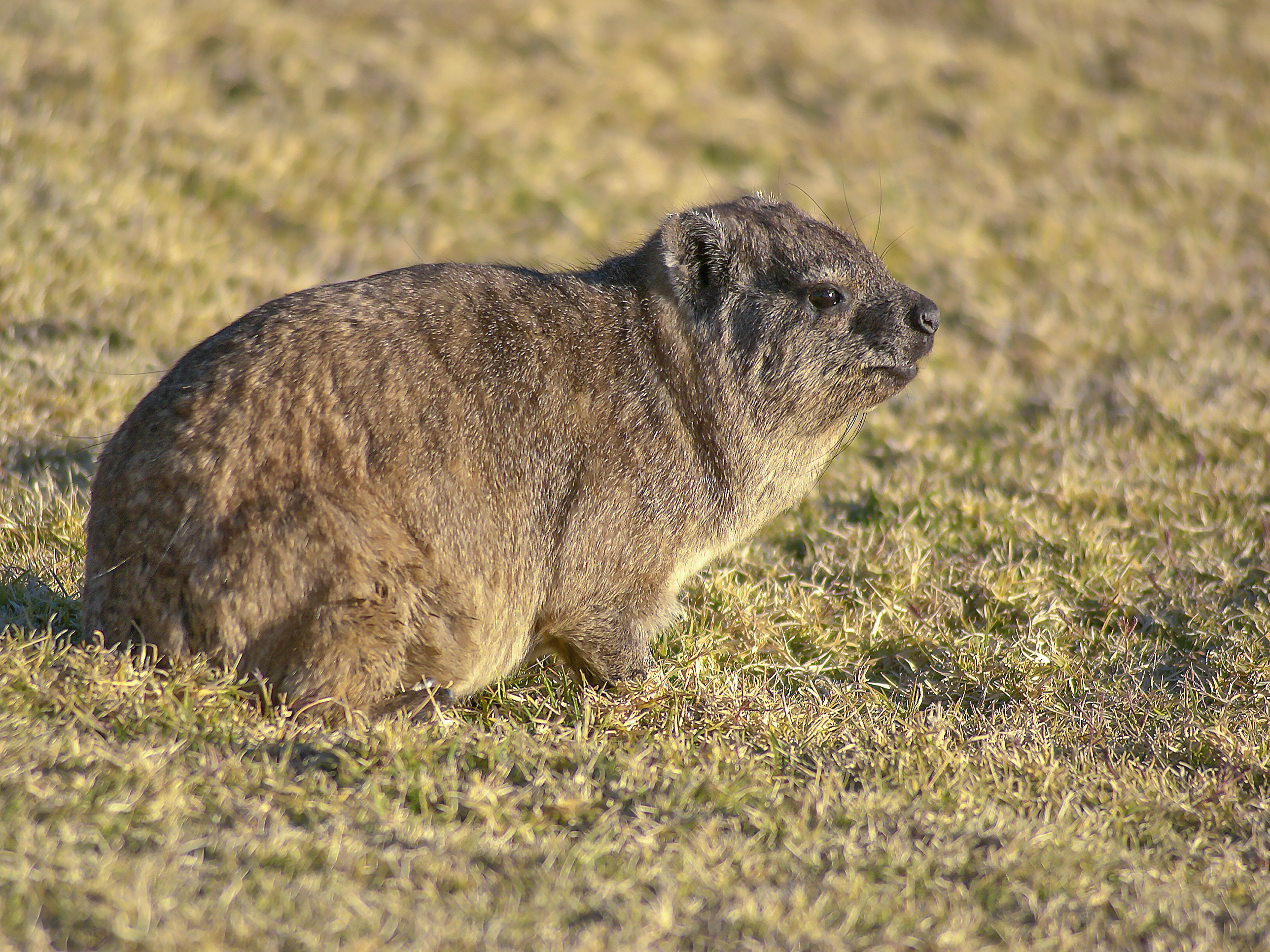
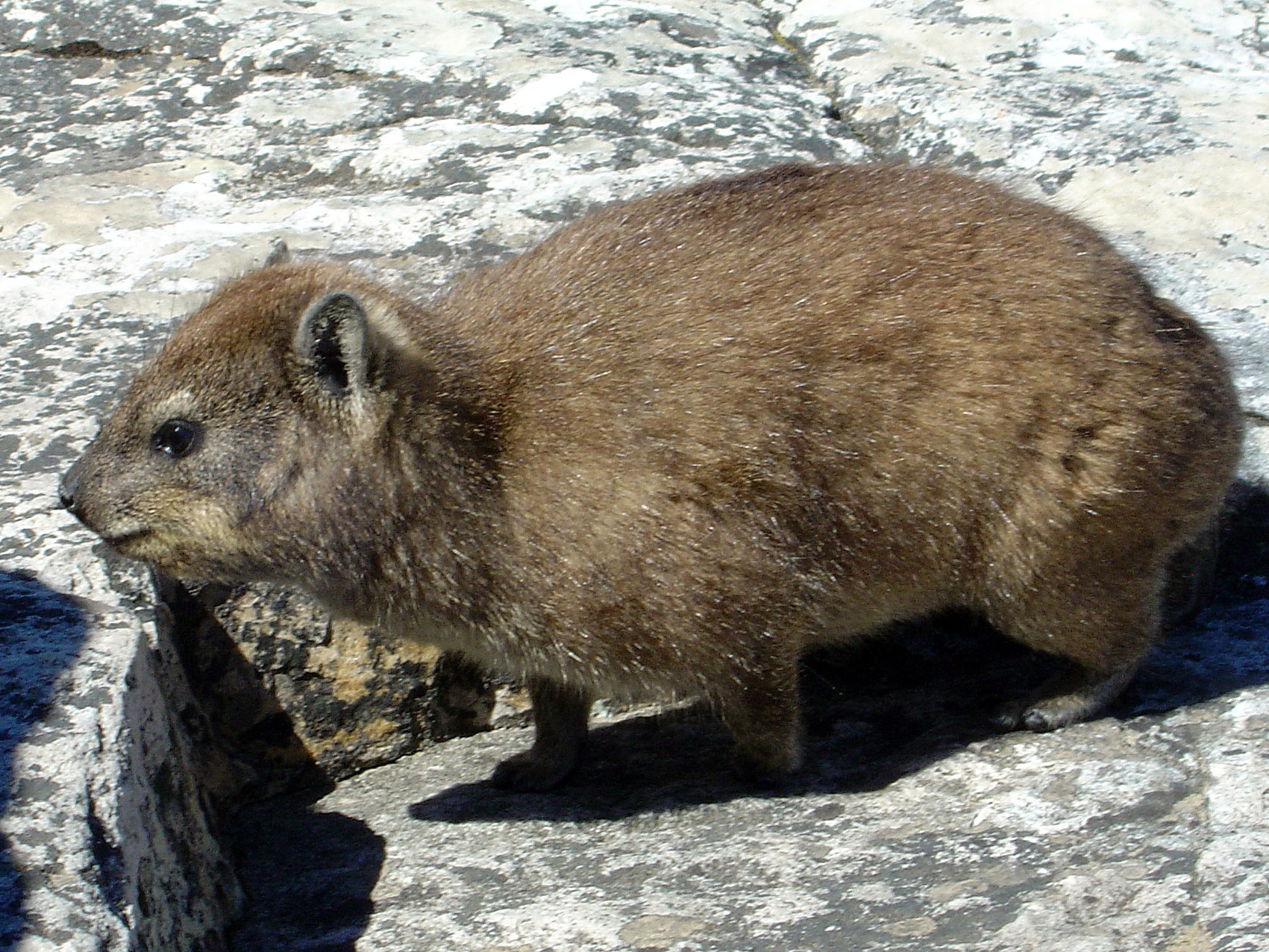
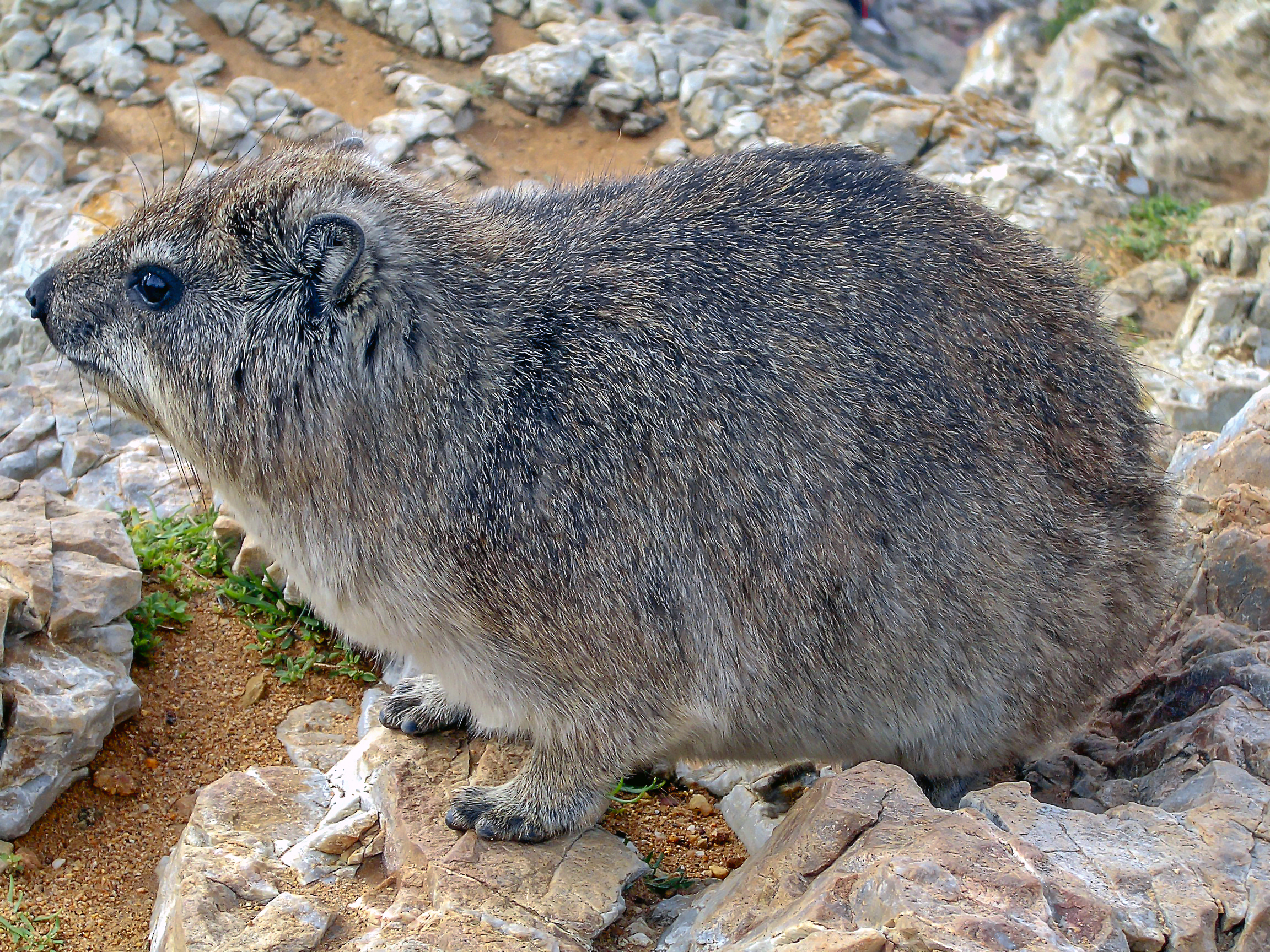
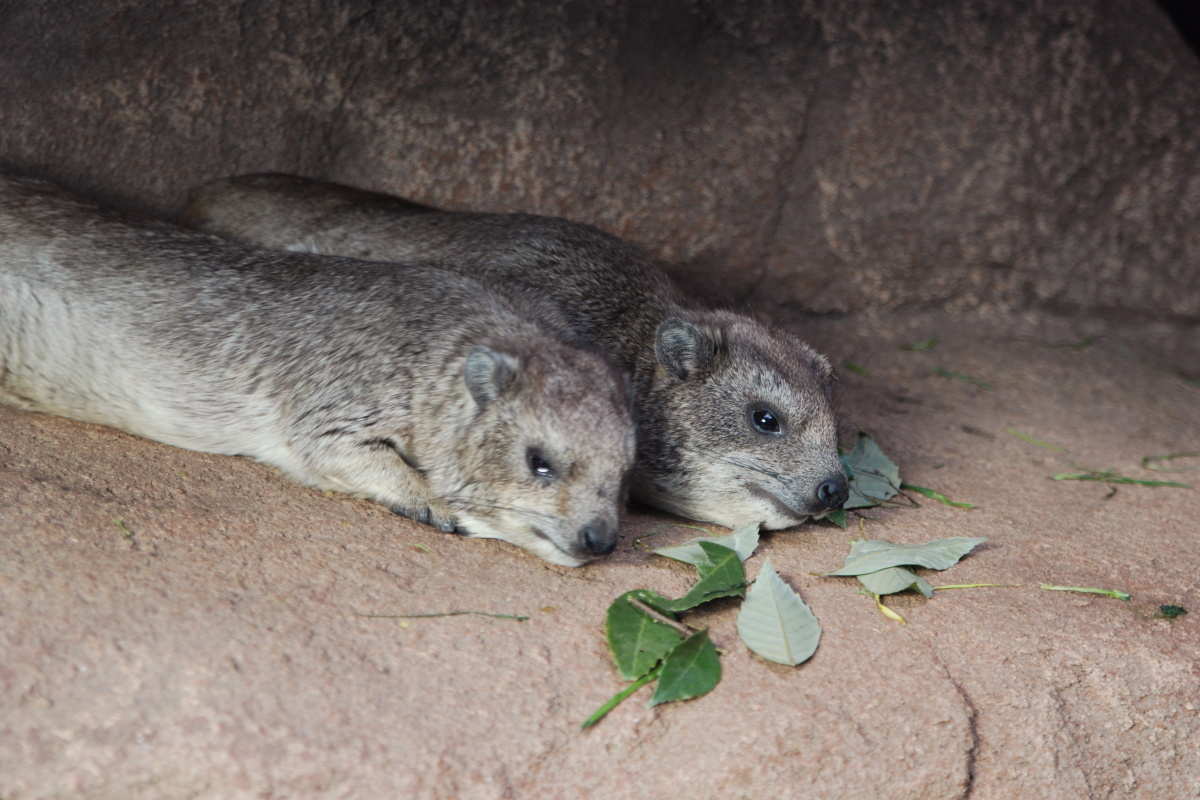
Egy Namíbiában talált koponya